# Смута года Дзинсин
Смута года Дзинсин  (яп. 壬申の乱 дзинсин но ран, «смута года водяной обезьяны») — вооружённый конфликт за императорский престол в Древней Японии в 672 году между младшим братом покойного императора Тэндзи, принцем Оама, и сыном Тэндзи, принцем Отомо.

## История
Боевые действия проходили в центре острова Хонсю в регионе Кинки. Борьба между претендентами длилась более месяца и закончилась победой принца Оама. Принц Отомо покончил жизнь самоубийством, а принц Оама взошёл на трон в 673 году под именем Императора Тэмму. Окончание смуты ознаменовалось продолжением «реформ Тайка» и построением «правового государства».
Во времена существования Японской империи тема смуты Дзинсин не преподавалась в начальных и средних школах страны, поскольку нарушала тезис довоенной японской историографии о гармоничности и непрерывности японского Императорского рода.